# 552
Раннє Середньовіччя. Триває чума Юстиніана. У Східній Римській імперії править Юстиніан I. Візантія веде війну з Остготським королівством за Апеннінський півострів та персами. Франкське королівство розділене на частини між синами Хлодвіга. Іберію займає Вестготське королівство, у Тисо-Дунайській низовині лежить Королівство гепідів. В Англії розпочався період гептархії.
У Китаї період Північних та Південних династій. На півдні править династія Лян, на півночі — Західна Вей та Північна Ці. Індія роздроблена. В Японії триває період Ямато. У Персії править династія Сассанідів.
На території лісостепової України в VI столітті виділяють пеньківську й празьку археологічні культури. VI століття стало початком швидкого розселення слов'ян. У Північному Причорномор'ї співіснують різні кочові племена, зокрема гуни, сармати, булгари, алани, авари.

## Події
- Візантійські війська під проводом Нарсеса завдали важкої поразки остготам в центральній Італії. Загинув король остготів Тотіла. Візантійці взяли Рим.
- Королем остготів в Італії став Тея.
- Візантійський загін напав на узбережжя Іспанії й захопив Картахену.
- Несторіанські ченці привезли в Константинополь контрабандою черв'яків шовкопряда.
- У битві при Асфельді лангобарди завдали важкої поразки герулам.
- В Японії відбувся диспут між родами Соґа і Мононобе щодо доцільності прийняття буддизму.
- постав Тюркський каганат.

## Народились
- Етельберт I, король Кенту.